# Prix Aga Khan d'architecture
Le prix Aga Khan d'architecture est un prix décerné par la Trust Aga Khan pour la culture (AKTC), une agence du Réseau de développement Aga Khan (AKDN); Fondation Aga Khan (en) (Aga Khan Foundation, AKF) et instauré par Karim Aga Khan en 1977 pour récompenser l'excellence en architecture dans les sociétés musulmanes. Le prix Aga Khan d’Architecture est un prix triennal doté de 500 000 dollars, ce qui en fait le prix d'architecture le mieux récompensé.

## Le prix
Ce prix a pour ambition de faire reconnaître et favoriser les architectures les plus aptes à satisfaire les besoins des sociétés musulmanes et à répondre à leurs aspirations, en sélectionnant des projets allant de la réhabilitation de quartiers défavorisés à la création de nouveaux monuments ou bâtiments construits selon une démarche responsable.
Sont remis des récompenses totalisant jusqu'à un million de dollars de prix, ce qui constitue la plus importante récompense architecturale au monde. Tous les trois ans le jury principal sélectionne et prime les projets sélectionnés. Depuis 1977, ce sont plus de 7500 projets de construction dans le monde entier qui ont été sélectionnés, dont plus de 100 projets ont été récompensés.
Le prix est associé à l'Aga Khan Trust for Culture (AKTC), une agence du réseau de développement Aga Khan (AKDN).

### Prix du président
Le prix du président est décerné en l'honneur de réalisations qui ne relèvent pas du mandat du jury principal. Il reconnaît la réalisation à vie. Il a été présenté quatre fois : en 1980 à l'architecte et urbaniste égyptien Hassan Fathy, en 1986 à l'architecte et éducateur irakien Rifat Chadirji, en 2001 à l'architecte sri lankais Geoffrey Bawa et, en 2010, à l'historien de l'art et de l'architecture islamiques Oleg Grabar.

## Le comité de direction
Le prix est placé sous la responsabilité d’un comité de direction présidé par Karim Aga Khan.  
Un nouveau comité est constitué pour chaque cycle afin d'établir les critères d'éligibilité pour le projet, de fournir une orientation thématique par rapport aux préoccupations actuelles et d'élaborer des plans pour l'avenir à long terme du prix. Le comité directeur est responsable de la sélection du jury principal nommé pour chaque cycle de récompenses et des activités telles que les séminaires et les visites sur le terrain, la cérémonie de remise des prix, les publications et les expositions. 
Les membres actuels du comité directeur sont :
- David Adjaye, architecte principal chez Adjaye Associates, Londres
- Mohammad al-Asad, président du Centre CSBE, Amman
- Francesco Bandarin, sous-directeur général pour la Culture à l'UNESCO, Paris
- Hanif Kara, Professeur, directeur du Design et cofondateur d'AKTII, Londres
- Kamil Merican, designer principal et PDG du Group Design Partnership, Kuala Lumpur
- Azim Nanji, conseiller spécial à l'Aga Khan University, Nairobi
- Gülru Necipoğlu, directeur de l'Aga Khan Program for Islamic Architecture, Harvard University, Cambridge
- Brigitte Shim, associée chez Shim-Sutcliffe, Toronto
- Yu Kongjian, fondateur et doyen à la Graduate School of Landscape Architecture, Peking University, Pékin
- Farrokh Derakhshani, directeur du prix Aga Khan d’Architecture.

## Personnes primées
- André Ravereau, 1980 : Medical center, Mopti, Mali
- Hassan Fathy, 1980 ;
- Jean-François Zevaco, 1980 ;
- Turgut Cansever, 1980 ;
- Rifat Chadirji, 1986 ;
- Jean Nouvel et Architecture-Studio, 1987 pour l'Institut du monde arabe à Paris ; (article) ;
- Hamaici Samir, 1989, pour Sidi Al Aloui Project, Tunisia ;
- Turgut Cansever (pour ?) et Ibrahim Chabbouh (pour le programme de conservation de la ville de Kairouan), 1992 ;
- Fabrizio Carola, 1995 pour l’hôpital de Kaédi en Mauritanie ;
- Jaafar Touqan, 1999 ;
- Geoffrey Bawa, 2001 ;
- Marina Tabassum, 2016

## Lieux de remise
Depuis sa création, les cérémonies de remise du prix ont toujours pour cadre un haut lieu de l’architecture islamique.
| Édition | Période     | Lieu de présentation                                                          |
| ------- | ----------- | ----------------------------------------------------------------------------- |
| I       | 1978 – 1980 | Jardins de Shalimar Lahore Pakistan                                           |
| II      | 1981 – 1983 | Palais de Topkapı Istanbul ; Turquie                                          |
| III     | 1984 – 1986 | Palais El Badi Marrakech ; Maroc                                              |
| IV      | 1987 – 1989 | Citadelle de Saladin Le Caire ; Égypte                                        |
| V       | 1990 – 1992 | Palais de Registan Samarcande ; Ouzbékistan                                   |
| VI      | 1993 – 1995 | Kraton Surakarta ; Indonésie                                                  |
| VII     | 1996 – 1998 | Alhambra Grenade ; Espagne                                                    |
| VIII    | 1999 – 2001 | Citadelle Alep ; Syrie                                                        |
| IX      | 2002 – 2004 | Humâyûn Delhi ; Inde                                                          |
| X       | 2005 – 2007 | Tours Petronas Kuala Lumpur ; Malaisie                                        |
| XI      | 2008 – 2010 | Musée d’Art islamique Doha ; Qatar                                            |
| XII     | 2011 – 2013 | Château de Saint-Georges Lisbonne ; Portugal                                  |
| XIII    | 2014 – 2016 | Fort d'Al Jahili Al-Aïn ; Émirats arabes unis                                 |
| XIC     | 2016-2019   | Musa Jalil State Academic Opera and Ballet Theatre Kazan ; Tatarstan ; Russie |

## Projets
| Image                                                           | Projets présentés                                                      | Ville; pays                           |
| --------------------------------------------------------------- | ---------------------------------------------------------------------- | ------------------------------------- |
| 1980 - Jardins de Shalimar Lahore; Pakistan                     |                                                                        |                                       |
| —                                                               | Programme voirie de Kampung                                            | Jakarta Indonésie                     |
| —                                                               | Programme scolaire de Pabel                                            | Kartasura Indonésie                   |
| —                                                               | Maison Ertegün                                                         | Bodrum Turquie                        |
| —                                                               | Société historique turque                                              | Ankara Turquie                        |
| —                                                               | Sheraton Hotel de Mughal                                               | Agra Inde                             |
| —                                                               | Restauration urbaine                                                   | Sidi Bou Saïd Tunisie                 |
| —                                                               | Restauration du caravansérail de Pasha Rustem                          | Edirne Turquie                        |
| —                                                               | Musée national du Qatar                                                | Doha Qatar                            |
|                                                                 | restauration des places Ali Qapou , Chehel Sotoun et Naghch-e Djahan   | Ispahan Iran                          |
| —                                                               | Maison Halawa                                                          | Agami Égypte                          |
| —                                                               | Centre médical                                                         | Mopti Mali                            |
| —                                                               | maisons avec cours                                                     | Agadir Maroc                          |
|                                                                 | Château d'eau                                                          | Koweït                                |
| —                                                               | Hôtel Intercontinental et centre des congrès                           | La Mecque Arabie saoudite             |
| —                                                               | Centre de formation agricole                                           | Nianing Sénégal                       |
| 1983 - Palais de Topkapı Istanbul Turquie                       |                                                                        |                                       |
|                                                                 | Grande Mosquée du Vendredi de Niono                                    | Niono Mali                            |
|                                                                 | Mosquée blanche                                                        | Visoko Bosnie-Herzégovine             |
| —                                                               | Centro des Arts Ramses Wissa Wassef                                    | Gizeh Égypte                          |
|                                                                 | Résidence Nail Çakirhan                                                | Ankara Turquie                        |
| —                                                               | Reconstruction du quartier Hafsia I                                    | Tunis Tunisie                         |
| —                                                               | Hôtel Tanjong Jara et centre de tourisme de Rantau Abang               | Kuala Terengganu Malaisie             |
| —                                                               | Résidence Andalouse                                                    | Sousse Tunisie                        |
|                                                                 | Terminal Hajj de l’Aéroport international Roi-Abdelaziz                | Djeddah Arabie saoudite               |
|                                                                 | Mausolée de Shah Rukn-e-Alam                                           | Multan Pakistan                       |
| —                                                               | Restauration du quartier Darb Qirmiz                                   | Le Caire Égypte                       |
|                                                                 | Palacio Azem                                                           | Damas Jordanie                        |
| 1986 - Palais El Badi Marrakech Maroc                           |                                                                        |                                       |
| —                                                               | Complexe de la Sécurité Sociale                                        | Istanbul Turquie                      |
| —                                                               | Construction Dar Laman                                                 | Casablanca Maroc                      |
|                                                                 | restauration de la Stari Most                                          | Mostar Bosnie-Herzégovine             |
|                                                                 | Restauration de la mosquée al-Aqsa                                     | Jérusalem Israël                      |
|                                                                 | Grande Mosquée de Niamey                                               | Niamey Niger                          |
| —                                                               | Mosquée de Bhong                                                       | Bhong Pakistan                        |
|                                                                 | Édification de Shushtar                                                | Shushtar Iran                         |
| —                                                               | assainissement de Kampung Kebalen                                      | Surabaya Indonésie                    |
| —                                                               | projet urbain social                                                   | Ismaïlia Égypte                       |
| —                                                               | Mosquée de Saïd Naum                                                   | Djakarta Indonésie                    |
| —                                                               | Restauration de sites historiques                                      | Istanbul Turquie                      |
| 1989 - Qal'at Salah El-Din citadelle de Saladin Le Caire Égypte |                                                                        |                                       |
| —                                                               | Restauration de la Grande Mosquée Omar                                 | Sidon Liban                           |
| —                                                               | Réhabilitation urbaine                                                 | Arcila Maroc                          |
| —                                                               | programme d'habitation de la Grameen Bank                              | plusieurs localités Bangladesh        |
| —                                                               | Développement urbain de Citra Niaga                                    | Samarinda Indonésie                   |
| —                                                               | Résidence d'été de la famille Gürel                                    | Çanakkale Turquie                     |
| —                                                               | bâtiment du district à Hayy Assafarat et la place al-Kindi             | Riyad Arabie saoudite                 |
| —                                                               | résidence de Sidi el-Aloui                                             | Tunis Tunisie                         |
| —                                                               | Mosquée Corniche                                                       | Yida Arabie saoudite                  |
| —                                                               | Ministère des Affaires étrangères                                      | Riyad Arabie saoudite                 |
|                                                                 | Assemblée nationale (Jatiyo Sangshad Bhaban)                           | Dacca Bangladesh                      |
|                                                                 | Institut du monde arabe                                                | Paris France                          |
| 1992 - Palais royal Samarcande Ouzbékistan                      |                                                                        |                                       |
| —                                                               | Programme de conservation du tissu urbain                              | Kairouan Tunisie                      |
| —                                                               | Restauration des jardins du palais                                     | Istanbul Turquie                      |
| —                                                               | jardin d'enfants du quartier culturel de Sayyida Zeinab                | Le Caire Égypte                       |
| —                                                               | édification du quartier de Wahdat Oriental                             | Amman Jordanie                        |
| —                                                               | assainissement de Kampung Kali Cho-de                                  | Yogyakarta Indonésie                  |
| —                                                               | reconstruction sur un modèle antique, empierrement                     | Daraa Syrie                           |
| —                                                               | village de vacances Demir                                              | Bodrum Turquie                        |
| —                                                               | Institut panafricain de développement                                  | Ouagadougou Burkina Faso              |
| —                                                               | Pépinière d'entreprises                                                | Ahmedabad Inde                        |
| 1995 - Kraton Surakarta Indonésie                               |                                                                        |                                       |
| —                                                               | restructuration de la ville vieille                                    | Bujará Ouzbékistan                    |
| —                                                               | conservation de la ville vieille ; reconstruction du quartier Hafsia I | Tunis Tunisie                         |
| —                                                               | programme social de développement de Khuda-ki-Basti                    | Hyderabad Pakistan                    |
| —                                                               | construction de la communauté Aranya                                   | Indore Inde                           |
| —                                                               | Mosquée Centrale et réaménagement de la ville vieille                  | Riyad Arabie saoudite                 |
| —                                                               | Menara Mesiniaga                                                       | Subang Jaya Malaisie                  |
| —                                                               | Hôpital régional                                                       | Kaédi Mauritanie                      |
| —                                                               | Mosquée de la Grande Assemblée nationale de Turquie                    | Ankara Turquie                        |
| —                                                               | Alliance franco-sénégalaise                                            | Kaolack Sénégal                       |
|                                                                 | programme de reforestation de l'université technique du Moyen-Orient   | Ankara Turquie                        |
|                                                                 | intégration paysagée de l'aéroport international Soekarno-Hatta        | Tangerang Indonésie                   |
| 1998 - Alhambra Grenade Espagne                                 |                                                                        |                                       |
| —                                                               | Réhabilitation de la vieille ville                                     | Hébron Israël                         |
| —                                                               | programme social urbain                                                | Indore Inde                           |
| —                                                               | Hôpital léproserie                                                     | Chopda Taluka Inde                    |
| —                                                               | Résidence Salinger                                                     | Bangui Malaisie                       |
| —                                                               | Palais Tuwaiq                                                          | Riyad Arabie saoudite                 |
| —                                                               | Alhamra conseil des arts                                               | Lahore Pakistan                       |
| —                                                               | Vidhan Bhavan (Assemblée d'État)                                       | Bhopal Inde                           |
| 2001 - Citadelle d'Alep Alep Syrie                              |                                                                        |                                       |
| —                                                               | Projet « nouvelle vie pour vieilles structures »                       | plusieurs endroits de Iran            |
| —                                                               | Projet rural Aït Iktel                                                 | Abadou Maroc                          |
| —                                                               | École aviaire Kahere Eila Poultry                                      | Koliagbé Guinée                       |
|                                                                 | Musée des antiquités de Nubie                                          | Assouan Égypte                        |
| —                                                               | SOS Villages d'enfants                                                 | Aqaba Jordanie                        |
| —                                                               | Centre social Olbia                                                    | Antalya Turquie                       |
| —                                                               | Bagh-e-Ferdowsi (Parc Ferdowsi)                                        | Téhéran Iran                          |
| —                                                               | Hôtel Datai                                                            | Langkawi Malaisie                     |
| 2004 - Tombe de Humâyûn New Delhi Inde                          |                                                                        |                                       |
|                                                                 | Bibliotheca Alexandrina                                                | Alexandrie Égypte                     |
|                                                                 | école primaire                                                         | Gando Burkina Faso                    |
| —                                                               | Silos de sacs de sables pour réfugiés                                  | nombreux lieux répartis dans le monde |
| —                                                               | Restauration de la mosquée Al-Abbas                                    | Asnaf Yémen                           |
| —                                                               | Programme de réhabilitation de la vieille ville                        | Jérusalem Israël                      |
| —                                                               | maison B2                                                              | Çanakkale Turquie                     |
|                                                                 | Tours Petronas                                                         | Kuala Lumpur Malaisie                 |
| 2007 - Tours Petronas Kuala Lumpur Malaisie                     |                                                                        |                                       |
| —                                                               | Plaza Samir Qasir                                                      | Beyrouth Liban                        |
| —                                                               | Réhabilitation urbaine                                                 | Shibam Yémen                          |
| —                                                               | Marché central                                                         | Koudougou Burkina Faso                |
| —                                                               | restauration du complexe Amiriya                                       | Rada Yémen                            |
| —                                                               | Tour résidentielle Moulmein Rise                                       | Singapour                             |
| —                                                               | Ambassade royale des Pays-Bas                                          | Addis-Abeba Éthiopie                  |
| —                                                               | École de Rudrapur                                                      | Dinajpur Bangladesh                   |
| —                                                               | Réhabilitation de la ville Amurallada                                  | Nicosie Chypre                        |
| —                                                               | Université de technologie Petronas                                     | Bandar Seri Iskandar Malaisie         |
| 2013 - Château de Saint-Georges Lisbonne Portugal               |                                                                        |                                       |
| —                                                               | Centre Salam de Chirurgie Cardiaque                                    | Khartoum Soudan                       |
| —                                                               | Revitalisation du Centre Historique de Bir Zeit                        | Bir Zeit Palestine                    |
| —                                                               | Projet d’Infrastructure Urbaine Rabat-Salé                             | Rabat Maroc                           |
|                                                                 | Réhabilitation du Bazar de Tabriz                                      | Tabriz Iran                           |
| —                                                               | Cimetière Islamique                                                    | Altach Autriche                       |
| 2016 - Fort d'Al Jahili Al-Aïn Émirats arabes unis              |                                                                        |                                       |
| —                                                               | Mosquée Bait Ur Rouf                                                   | Dacca Bangladesh                      |
| —                                                               | Micro Yuan’er                                                          | Pékin Chine                           |
|                                                                 | Superkilen                                                             | Copenhague Danemark                   |
|                                                                 | Pont Tabiat                                                            | Téhéran Iran                          |
| —                                                               | Institut Issam Fares                                                   | Beyrouth Liban                        |

.